# Bodroghalom
Bodroghalom è un comune dell'Ungheria di 1 401 abitanti (dati 2001). È situato nella contea di Borsod-Abaúj-Zemplén.